# 卫坪街道
卫坪街道，原为卫坪镇，是中华人民共和国四川省自贡市沿滩区下辖的一个乡镇级行政单位。2019年9月撤镇设街道。以原卫坪镇唐庙村、曾家桥村、严家村、老房村、岩山村、蛇金山村、尖山村、桔香村、兴塘村、付家村、重滩村、万佳村、瑶湾村、新严村、打谷村、卷子村、易市村、蔡市村、詹市村、卫里村、板仓社区、龙湖远达社区、恒大绿洲社区、沿湖社区、锦城社区、糍粑坳社区、沙坪街社区所属行政区域为卫坪街道的行政区域，卫坪街道办事处驻沙坪街12号。

## 行政区划
卫坪街道下辖以下地区：
沙坪街社区、糍粑坳社区、新城板仓社区、新城龙湖远达社区、打谷村、唐庙村、曾家桥村、蔡市村、詹市村、易市村、桔香村、瑶湾村、付家村、重滩村、卷子村、严家村、卫里村、尖山村、杨公桥村、老房村、岱山村、岩山村、蛇金山村、万佳村和新严村。